# Internationale Prüfungs Ordnung
Internationale Prüfungs Ordnung (IPO) sono i regolamenti internazionali prove da lavoro per cani da utilità e difesa così come stabiliti dalla Fédération Cynologique Internationale (FCI), in vigore dal 1º gennaio 2003 e suddivisi nelle classi IPO-1, IPO-2, IPO-3, IPO-FH.
Il testo completo dei regolamenti IPO è consultabile nei seguenti siti istituzionali:
Versione ufficiale in lingua inglese  (dal sito FCI)
Traduzione in lingua italiana  (dal sito ENCI - Ente Nazionale Cinofilia Italiana)
Dal 12 settembre 2005 è in vigore una nuova classe IPO denominata IPO-V (regolamento in lingua italiana )